# Tetragnatha clavigera
Tetragnatha clavigera är en spindelart som beskrevs av Simon 1887. Tetragnatha clavigera ingår i släktet sträckkäkspindlar, och familjen käkspindlar. Inga underarter finns listade i Catalogue of Life.